# Tricarpelema
Tricarpelema J.K.Morton – rodzaj roślin z rodziny komelinowatych. Obejmuje osiem gatunków występujących w środkowej Afryce oraz w południowo-wschodniej Azji.

## Zasięg geograficzny
Rośliny z rodzaju Tricarpelema wykazują dysjunkcję zasięgu. Jeden gatunek z tego rodzaju, opisany w 2007 roku Tricarpelema africanum, występuje w Afryce, na obszarze od Kamerunu do Gabonu. Pozostałe gatunki występują w Azji, na obszarze od południowo-wschodniego Tybetu (T. xizangense), przez północno-wschodnie Indie i Nepal (T. giganteum), Arunachal Pradesh, Syczuan i Birmę (T. chinense) oraz Wietnam (T. brevipedicellatum, T. glanduliferum) do Borneo (T. pumilum) i Filipin (T. philippense). 
Najprawdopodobniej gatunek T. africanum wyewoluował z obecnie wymarłych lasów deszczowych i wraz z wysychaniem Afryki adaptował się do środowiska twardzielców, gdzie występuje współcześnie.

## Morfologia
PokrójWieloletnie rośliny zielne, wzniesione lub wznoszące się.
PędyDługie kłącze.
LiścieU gatunku afrykańskiego ulistnienie jest dwuszeregowe, a blaszki liściowe są siedzące, umiarkowanie mięsiste i gruczołowato omszone. U gatunków azjatyckich ulistnienie jest skrętoległe, blaszki liściowe ogonkowe, niemięsiste i nagie do krótko omszonych, ale nie gruczołowato.
KwiatyWyrastają w dwurzędkach zebranych w stożkowaty tyrs, wyrastający z kątów  liści oraz wierzchołkowo na pędzie. Okwiat lekko lub umiarkowanie grzbiecisty. Listki zewnętrznego okółka wolne, łódkowate. Przedni listek wewnętrznego okółka jest podobny do bocznych listków lub znacznie różniący się od nich, węższy, wszystkie niebieskie lub fioletowe. Sześć pręcików równej wielkości, płodnych lub trzy z nich zredukowane do prątniczków. Zawsze przednie i tylne trójki pręcików są różnej budowy, a środkowy z przedniej trójki różni się budową od bocznych. Nitki wszystkich pręcików są nagie, z wyjątkiem T. glanduliferum. Zalążnia trójkomorowa, z 4–8 zalążkami w każdej komorze.
OwoceCylindryczne torebki.

## Systematyka
Pozycja systematycznaRodzaj z plemienia Commelineae podrodziny Commelinoideae w rodzinie komelinowatych (Commelinaceae).
Wykaz gatunków z podziałem rodzaju według Fadena
- podrodzaj Keatingia
  - Tricarpelema africanum Faden
- podrodzaj Tricarpelema
  - Tricarpelema brevipedicellatum Faden
  - Tricarpelema chinense D.Y.Hong
  - Tricarpelema giganteum (Hassk.) H.Hara
  - Tricarpelema glanduliferum (J.Joseph & R.S.Rao) R.S.Rao
  - Tricarpelema philippense (Panigrahi) Faden
  - Tricarpelema pumilum (Hallier f.) Faden
  - Tricarpelema xizangense D.Y.Hong